# Theophilus Hastings (9e comte de Huntingdon)
Theophilus Hastings, 9e comte de Huntingdon (12 novembre 1696 - 13 octobre 1746) est un noble britannique.

## Biographie
Il est le fils de Theophilus Hastings (7e comte de Huntingdon) et Mary Frances Fowler.
Il épouse le 3 juin 1728 Selina Shirley, fille de Washington Shirley (2e comte Ferrers) et Mary Levinge. Le couple vit à Donington Park. Il a sept enfants légitimes, dont Francis Hastings (10e comte de Huntingdon) (13 mars 1729 - 2 octobre 1789) et Elizabeth Rawdon, comtesse de Moira (1731-1808). Il a un fils illégitime, George Hastings (1733-1783). Un monument lui est dédié dans l' église Sainte-Hélène d'Ashby-de-la-Zouch.